# Онгудайское сельское поселение
Онгудайское се́льское поселе́ние — муниципальное образование в Онгудайском муниципальном районе Республики Алтай Российской Федерации.
Административный центр — село Онгудай.

## История
Статус и границы сельского поселения установлены Законом Республики Алтай от 13 января 2005 года № 10-РЗ «Об образовании муниципальных образований, наделении соответствующим статусом и установлении их границ».

## Население
| 2010  | 2011  | 2012  | 2013  | 2014  | 2015  | 2016  | 2017  | 2018  |
| ----- | ----- | ----- | ----- | ----- | ----- | ----- | ----- | ----- |
| 5655  | ↘5637 | ↘5590 | ↘5534 | ↘5525 | ↗5526 | ↗5586 | ↗5642 | ↗5721 |
| 2019  | 2020  | 2021  |       |       |       |       |       |       |
| ↗5739 | ↗5767 | ↗5786 |       |       |       |       |       |       |

## Состав сельского поселения
| № | Населённый пункт | Тип населённого пункта       | Население |
| - | ---------------- | ---------------------------- | --------- |
| 1 | Онгудай          | село, административный центр | ↗5786     |